# Estival Jazz
L'Estival Jazz è un festival musicale gratuito che si svolge tra le città svizzere del Canton Ticino di Lugano e Mendrisio nei mesi di giugno/luglio. 
Gli eventi principali si svolgono in Piazza della Valle a Mendrisio e nella Piazza della Riforma di Lugano.

## Storia
La prima edizione del festival ebbe luogo nel 1979, tra gli artisti di quella edizione si ricordano: Dizzy Gillespie Sextet, Art Ensemble of Chicago, Ambrosetti All Stars, Woody Shaw Quintet, Dexter Gordon Quartet, Joe Henderson Quartet e George Meuwly Trio.
La manifestazione era stata inizialmente pensata come vetrina per la musica jazz, ma pian, piano col passare del tempo si è allargata ad altri generi come soul e blues e da alcuni anni viene sperimentato anche il world music con grande successo.
Grazie al fatto di puntare sempre prima sulla qualità che sulla quantità artistica ed anche in parte al fatto che sia gratuito, è cresciuto molto, guadagnando prestigio e grande popolarità a livello internazionale. Questa cosa viene confermata anche da uno dei 2 cofondatori del festival, che in merito sul sito della manifestazione ha scritto:
(Andreas Wyden, cofondatore Estival Jazz)
Hanno partecipato numerosi artisti di fama internazionale sia in ambito jazz, rock, blues o world music tra cui Miles Davis, Dizzy Gillespie, Keith Jarrett, Ray Charles, Herbie Hancock, Chick Corea, Buddy Guy, The Manhattan Transfer, B.B. King, Wynton Marsalis, Paco de Lucía, Angélique Kidjo, Cesária Évora, Solomon Burke, Yes, Steve Hackett, Premiata Forneria Marconi e altri ancora. Gli artisti che risulta abbiamo partecipato alle varie edizioni del festival sono più di 300.

## Artisti
All'Estival Jazz hanno partecipato innumerevoli artisti internazionali.